# Frank Troeh
Frank Troeh (n. 19 februarie 1882, Sioux City⁠(d), Iowa, SUA – d. 24 decembrie 1968, Portland, Oregon, SUA) a fost un trăgător de tir ce a reprezentat Statele Unite ale Americii, medaliat olimpic. A participat la o ediție a Jocurilor Olimpice (1920) în care a câștigat o medalie de aur și o medalie de argint.